# Eremurus robustus
Eremurus robustus — багаторічна рослина роду ширяш родини асфоделових. Висока трава з широколінійними листками, скупченими в розетку, і численними рожево-білими квітами, зібраними у могутні свічкоподібні суцвіття. Поширена в Центральній Азії. Зростає у середньогір'ях на відкритих місцинах. Рідкісний вид, занесений до Червоної книги Узбекистану. Популярна декоративна культура, локально відома як їстівна і технічна рослина.

## Етимологія
Латинська назва роду складається з двох слів: лат. eremia — «пустеля» і лат. oura — «хвіст». Перша вказує на посушливі ландшафти, в яких любить селитися ця рослина, друга — на характерну форму довгастих суцвіть, що нагадують пухнастий хвіст тварини. Схоже тлумачення мають популярні англійські назви: англ. foxtail lily — «лілія-лисячий хвіст» і англ. giant desert candle — «велетенська пустельна свічка». Крім останньої назви на надзвичайно великий розмір суцвіть натякає і латинський видовий епітет лат. robustus — «потужний». Українська родова назва рослини «ширя́ш» — це видозмінене тюркське «шряш». Цим словом мешканці Центральної Азії називають клей, який видобувають з коренів Eremurus robustus.

## Опис
Багаторічна трав'яниста рослина заввишки 1,5—2,5 (3) м, полікарпик. Кореневища дуже короткі, округло-плоскі, від них відходять численні корені. Радіальні, довгі і товсті, веретеноподібні або циліндричні, світло- або жовтувато-коричневі, вони розходяться в різні сторони на кшталт зірки. Коріння цього виду досить крихке і легко ушкоджується.
Справжнього стебла в Eremurus robustus немає. Листки до 30 см завдовжки, 4—8 см завширшки, численні, зібрані в густу прикореневу розетку, сидячі, при основі вкриті білуватими плівчастими піхвами, а у старих особин також мичками відмерлого листя, розірваного на волокна. Перед початком розпукування верхівкові бруньки білі від піхов, що їх вкривають, на початку розвою бруньки набувають вигляду щільних великих куль. Листкові пластинки прості, широколінійні або ременеподібні, жолобчасті, килюваті, цілокраї, ледь загострені, голі (інколи з рідким війчастим опушенням), насичено-зеленого кольору з сизуватим нальотом.
Квітконос одиночний, зелений, дуже потужний: у висоту зазвичай дорівнює 1—2 м, в окремих випадках може сягати 2,5—3 м, він також вирізняється значною товщиною (до 2 см) і міцністю. Власне саме суцвіття вузькоконічне або циліндричне, у довжину сягає 40—100 см, завширшки до 8 см, як правило, пряме, рідше злегка хвилясто вигнуте. Приквітки коротші за квітконіжки, при основі розширені, лінійно-ланцетні, по всій довжині війчасто-волохаті. Квітки дрібні, дуже чисельні (до 800 штук в суцвітті), сидять густо на тонких, відносно коротких, горизонтально відстовбурчених квітконіжках. Квітам притаманний сильний медовий аромат, який приваблює численних комах-запилювачів. Оцвітина шестичленна, актиноморфна, широкодзвоникувата або зірчаста. Пелюстки завдовжки 15—20 мм, ланцетні, на початку цвітіння блідо-рожеві з темною жилкою і жовтою плямою при основі, наприкінці цвітіння вигорають до білих, зовнішні пелюстки удвічі вужчі за внутрішні. Тичинки яскраво-жовті, тичинкові нитки дорівнюють довжині оцвітини або трохи коротші.
Плід — гладенька куляста коробочка завширшки 1,6—2,5 (зрідка до 3) см. Під час достигання насіння зелена, на стадії повної стиглості полово-коричневого кольору, розтріскується трьома стулками. Насіння сіре, з широкими крильцями.
Морфологія Eremurus robustus

## Поширення
Ареал цього виду носить диз'юнктивний (розірваний) характер. Він включає кілька просторово відокремлених ділянок, а саме: Західний і Центральний Тянь-Шань, Ферганську долину, Заілійський Алатау, Чу-Ілійські гори, Киргизький Ала-Тоо, Паміро-Алай. Хоча окремі популяції Eremurus robustus віддалені одна від одної, загалом усі оселища цього виду лежать у компактній області, тому цю рослину вважають ендеміком Тянь-Шаню і Паміро-Алаю.
В природі Eremurus robustus віддає перевагу відкритим схилам середнього гірського поясу. Звичайні біотопи цього виду — трав'янисті схили з невисоким проєктивним покриттям травостою, на яких домінують ефемероїдні рослинні угруповання, негусті чагарникові зарості, рідше просторі галявини рідколісь. У горах ця рослина підіймається до субальпійського поясу.

## Екологія

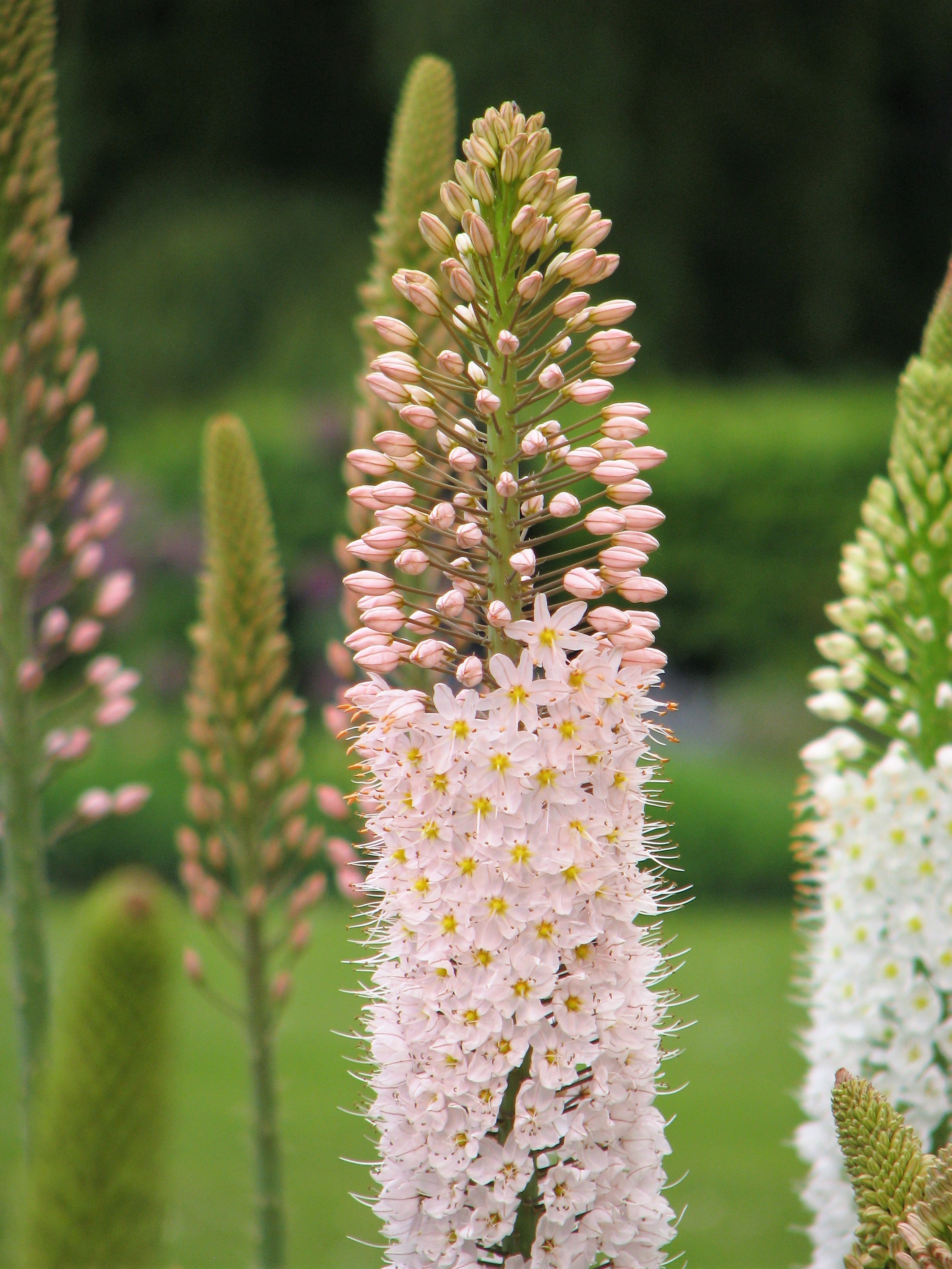
На початку цвітіння у Eremurus robustus виражений рожевий колір квіток.

Світлолюбна, помірно морозостійка рослина, відома своєю посухостійкістю, оскільки літню спеку проводить у стані спокою. Вегетаційний період Eremurus robustus доволі короткий і припадає на весну і початок літа, в другій половині літа його надземна частина відмирає (початок цього процесу припадає на розпал цвітіння). Рослини з такого типу біологічним циклом називають ефемероїдами. До хімічного складу ґрунтів цей вид ширяшу доволі невимогливий (зростає на плодючих карбонатних, піщаних, суглинистих), однак він уникає як перезволожених глинистих, так і зовсім кам'янистих ділянок. Улюблені місця зростання Eremurus robustus — схили із малопотужним дрібноземом. В культурі ця рослина зарекомендувала себе як така, що не потребує догляду і складної агротехніки, однак у помірній зоні вона ліпше зимує під укриттям. Крім того, в середній смузі цей ширяш часто гине від «вимокання», тобто надлишку вологи взимку, а тому потребує ділянок з добрим дренажем.
Розмножується Eremurus robustus у природі насінням, а в культурі крім насіннєвого способу можливе вегетативне розмноження поділом кореневищ. Цвітіння відбувається у червні — липні. Квітки у суцвітті розкриваються поступово знизу вверх, так що загальна тривалість цвітіння однієї особини дорівнює трьом тижням. При насіннєвому розмноженні насіння сіють восени неглибоко, закопуючи на 1—2 см. Проростає воно після природної стратифікації весною наступного року, на півдні сходи з'являються дуже рано, у лютому — березні. Перше цвітіння у південних популяціях спостерігають у 3—4-річному віці, на півночі для повного розвитку рослинам треба 5—7 років.
При вегетативному розмножені кореневища старих особин ділять на частини так, щоби кожна мала щонайменше одну добре розвинену верхівкову бруньку. Задля достатньої площі живлення висаджують отриманий матеріал на відстані 25—30 см. Разом з тим, висаджують корені неглибоко (на 5—10 см). Розвиток таких поділених особин протікає швидше, ніж сіянців, і перше цвітіння у них можливе через 2—4 роки.
За спостереженнями у культурі дикі копитні, що навідуються до садків, цю рослину не ушкоджують, але її кореневищами можуть ласувати миші, сліпаки. Листя ушкоджують слимаки, трипси, попелиці, останні небезпечні тим, що можуть переносити збудників грибкових хвороб (найчастіше, іржі). За несприятливих умов при надмірному зволоженні чутливий до кореневої гнилі. Eremurus robustus приваблює багатьох запилювачів, серед яких барвисті метелики і колібрі (в інтродукованих популяціях в Америці).

## Значення і статус виду

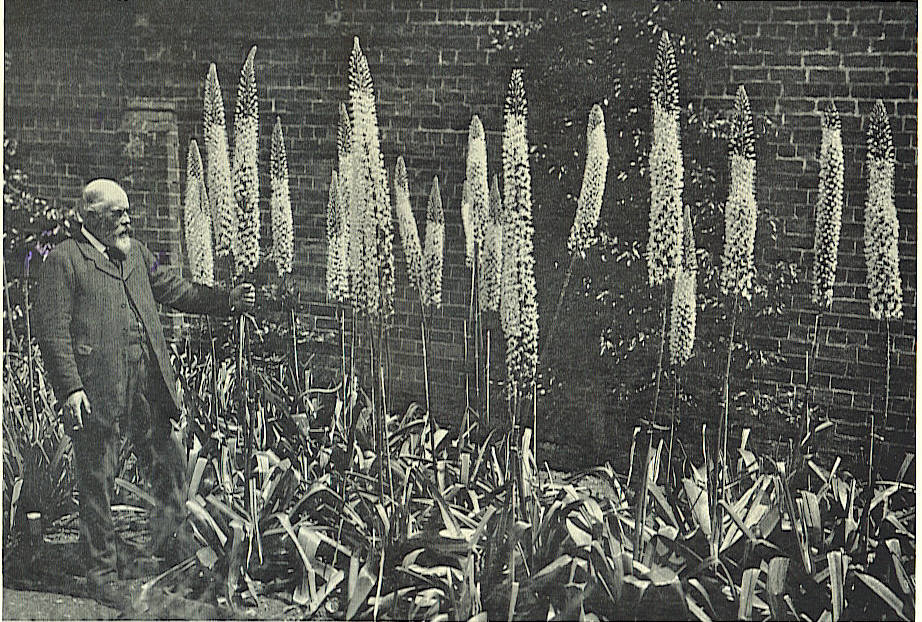
Декоративні насадження Eremurus robustus (історична світлина 1918 року).

Подібно до інших ширяшів цей вид відомий гарним і рясним цвітінням, однак значно перевершує своїх родичів розмірами. Хоча Eremurus robustus став відомий широкому загалу пізніше за більшість декоративних рослин (введений в культуру в 1884 році), однак він швидко завоював популярність далеко за межами свого ареалу чи прилеглих областей. Найбільше його уподобали садівники Великої Британії і США. В Англії Eremurus robustus був навіть удостоєний премії Королівського садівничого товариства «Садові заслуги». В межах цього виду не існує сортів, однак шляхом гібридизації Eremurus robustus з іншими ширяшами отримали новий вид Eremurus x isabellinus, в межах якого існують два дуже відомих сорти: 'Rosalind' з персиково-рожевими квітами і 'Cleopatra' з квітами помаранчевого кольору.
В озелененні ця рослина знайшла різноманітне застосування. Найчастіше її висаджують групами на газонах, клумбах, у рокаріях, кам'янистих садках і садках, що імітують прерії та дикі луки, у квітниках середземноморського стилю. Завдяки великому розміру цей вид гарно виглядає і в одиночних насадженнях — солітерах. Рідше його використовують для аранжування живих і сухих букетів. Попри те, що Eremurus robustus чутливий до надміру вологи і сильних морозів, він має ряд господарсько-цінних якостей: невибагливий до якості ґрунту, плодючий, запашний, добре переносить пересадку і пікірування, довговічний (на одному місці росте 5—8 років поспіль без втрати декоративності). Найкращим тлом для нього будуть контрастні поверхні з каменю або рослини з темним кольором листя. У садку Eremurus robustus бажано висаджувати у захищених від вітру місцях, тому що високі суцвіття можуть полягати під його напором.
Місцеве населення знає й інші способи застосування цієї рослини. В Центральній Азії молоде листя Eremurus robustus використовують в їжу, а з його коренів видобувають клей. Крім того вони придатні для фарбування тканин. Хоча масштаби експлуатації природних заростей відносно незначні, проте вузький ареал, природна ізоляція окремих популяцій роблять Eremurus robustus уразливим перед можливим скороченням чисельності. З огляду на це означений вид включили до Червоної книги Узбекистану (2016).

## Таксономія
Перший науковий опис Eremurus robustus зробив видатний ботанік-систематик Едуард Август фон Регель у 1873 році. Згідно з відомостями сайту The Plant List в межах цього таксона не існує жодного субтаксона, а з наукових синонімів відомий лише один — Henningia robusta Regel.